# Platanthera chorisiana
Platanthera chorisiana är en orkidéart som först beskrevs av Adelbert von Chamisso, och fick sitt nu gällande namn av Heinrich Gustav Reichenbach. Platanthera chorisiana ingår i släktet nattvioler, och familjen orkidéer. Inga underarter finns listade i Catalogue of Life.